# NGC 3677
NGC 3677 este o radiogalaxie situată în constelația Ursa Mare. A fost descoperită în 19 martie 1828 de către John Herschel.